# Gardabani
Gardabani (Georgisch: გარდაბანი) is een stad in het zuiden van Georgië met 12.061 inwoners (2024), gelegen in de regio Kvemo Kartli. De stad is het bestuurlijk centrum van de gelijknamige gemeente en is gesitueerd op 300 meter boven zeeniveau in het Kvemo Kartli Laagland. Gardabani ligt hemelsbreed 34 kilometer ten zuidoosten van hoofdstad Tbilisi en tien kilometer van regiohoofdstad Roestavi. De stad levert bijna alle thermisch opgewekte elektriciteit in het land en heeft een meerderheid van etnisch Azerbeidzjaanse inwoners.

## Geschiedenis

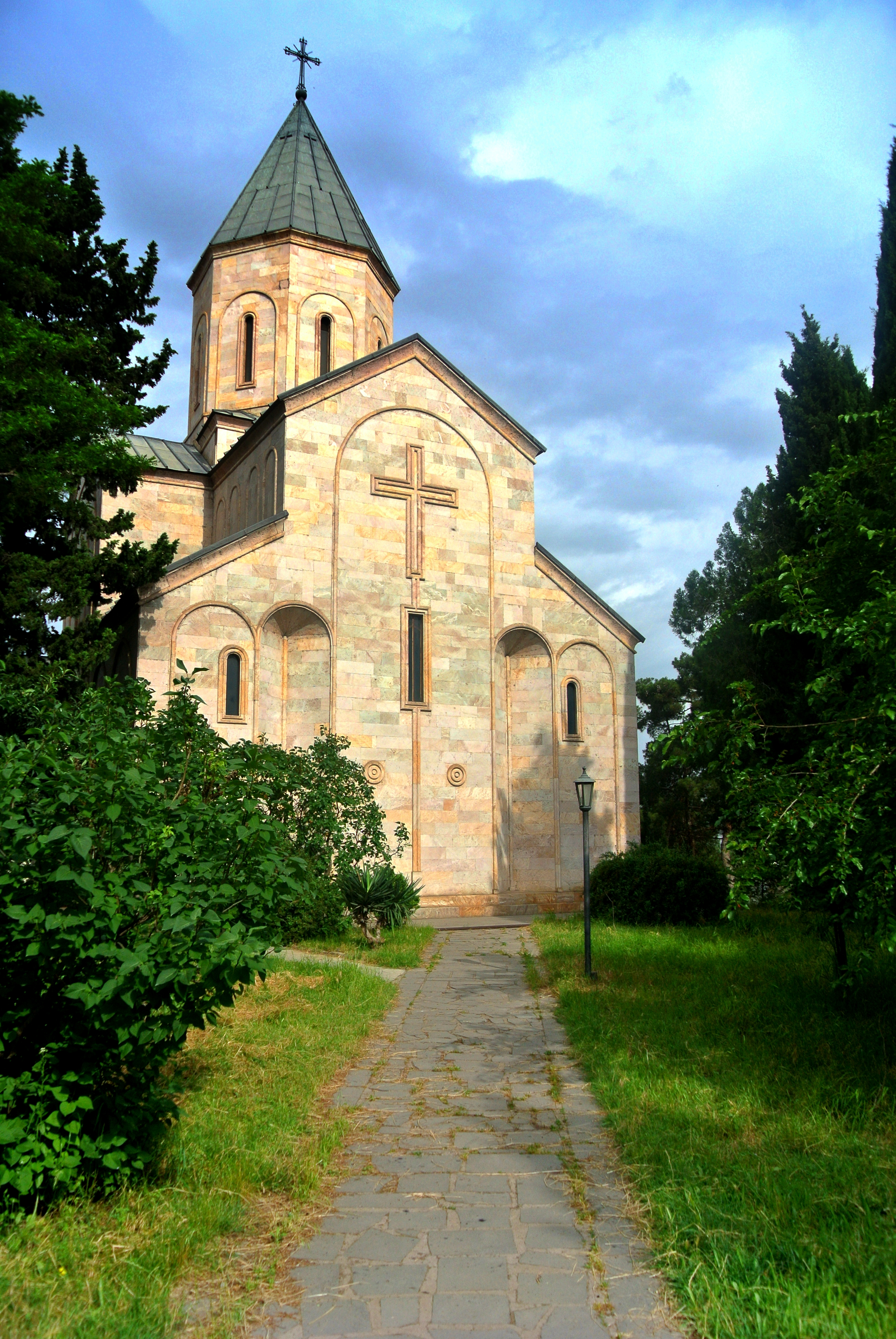
Kerk

Gardabani was tot de Russische overheersing in de 19e eeuw een onopvallend dorp in het zuid-Georgische platteland met de Azerbeidzjaanse naam Karajaz(i) (Russisch: Караязы, in het Georgisch vaak gespeld als Karaia; ook wel Karatapa, Кара-тапа, ყარატაფა, Qaratəpə). Met de bestuurlijke indeling van Transkaukasië door de Russen werd de plaats de naamgever en centrum van het oetsjastok Karajaz (Russisch: Караязский участок), dat onderdeel was van het oejezd Tiflis van het Gouvernement Tiflis. Karajaz werd voornamelijk bewoond door Azerbeidzjanen, die destijds net als andere Turkssprekende etnische groepen als Tataren werden aangeduid. In 1886 was 94% van de ruim 5000 inwoners van het oetsjastok Karajaz van Azerbeidzjaanse afkomst. In 1883 opende het spoorwegstation in Karajaz door de completering van de lijn Tbilisi - Bakoe.

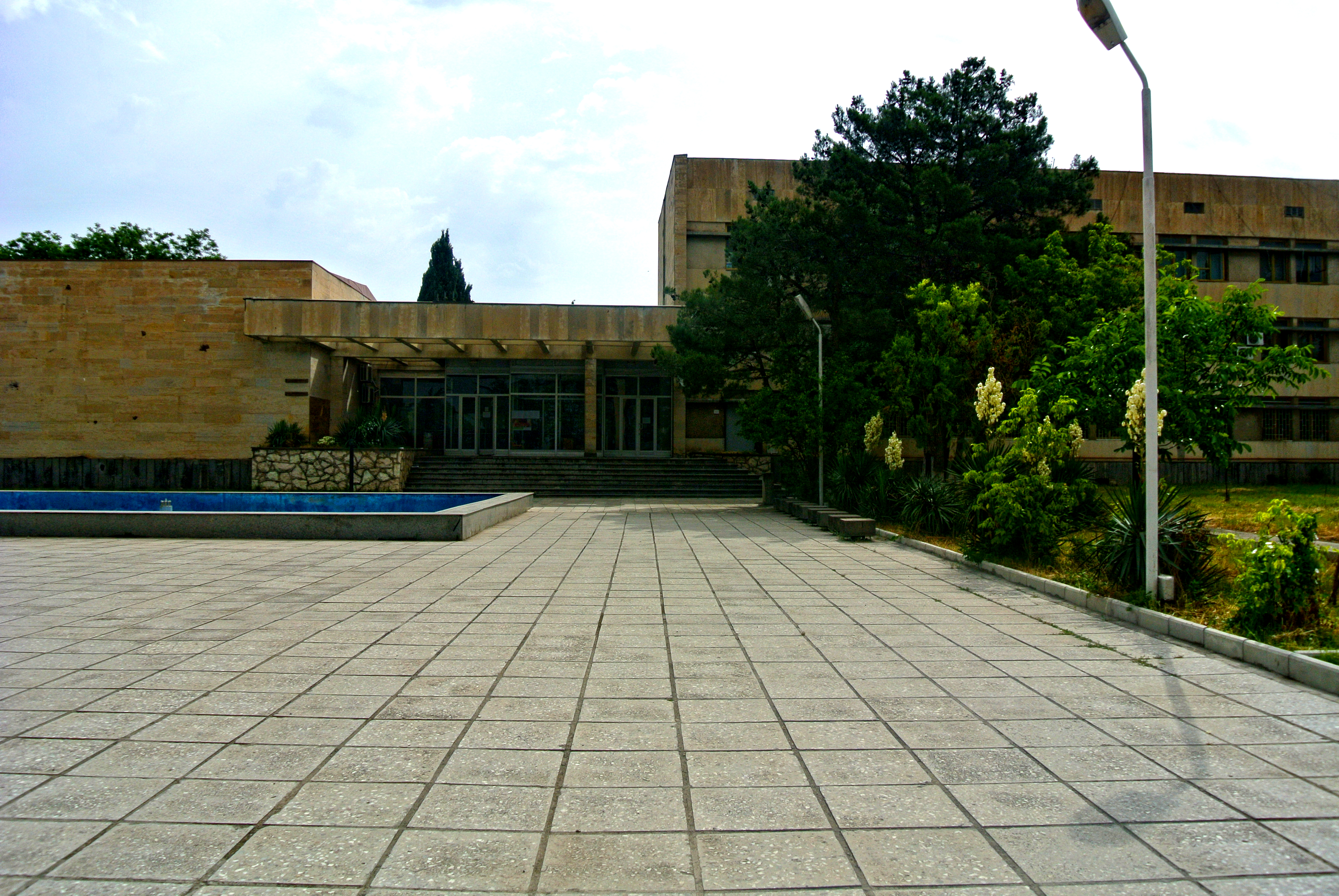
Gemeentehuis

Karajaz lag op de belangrijkste aanvalsroute vanuit Azerbeidzjan van het Rode Leger tijdens de Sovjet invasie van de Democratische Republiek Georgië in februari 1921, waarbij gepantserde treinen van het Rode Leger langs Karajaz naar Tbilisi probeerden te rijden. Het Rode Leger trok aan het langste eind, en lijfden de jonge republiek in als Georgische Sovjetrepubliek. In 1938 werd het rajon Karajaz van het okroeg Tiflis afgescheiden waarmee het dorp Karajaz het bestuurlijke centrum werd van het rajon. Op 18 maart 1947 veranderde de naam van Karajaz naar Gardabani. In 1969 kreeg Gardabani stadsrechten. Bij de landelijke omzetting van rajon naar gemeente in 2006 bleef Gardabani het bestuurlijk centrum van de gemeente.

## Demografie
Begin 2024 had Gardabani 12.061 inwoners, een groei van 12% sinds de volkstelling van 2014.
| Aantal                                                           | - | 904 | 1.846 | - | 9.131 | 13.661 | 17.176 | 11.858 | 10.753 | 11.427 | 12.061 |
| Verantwoording data: Bevolkingsstatistiek Georgië 1897 tot heden |   |     |       |   |       |        |        |        |        |        |        |

### Etniciteit
De bevolking van Gardabani bestond in 2014 in meerderheid uit Azerbeidzjanen (63%), gevolgd door Georgiërs (30%). Vrijwel alle Assyriërs in de gemeente wonen in Gardabani (bijna 300, 2,5%). Verder wonen er Armeniërs (1,9%), Russen (1,4%) en enkele tientallen Oekraïners, Osseten en Pontische Grieken.
In 1979 was 49% van de inwoners in de stad van Azerbeidzjaanse komaf, terwijl het aandeel Georgiërs 17% was. Er woonden destijds veel Russen (15%), Armeniërs (5%) en Grieken (4%) in de stad, die met het uiteenvallen van de Sovjet-Unie grotendeels zijn geëmigreerd.

### Assyriërs
In Gardabani woont een relatief grote Assyrische gemeenschap. Na de genocide op Assyriërs in 1915 vluchtten overlevenden uit de Anatolische regio Bohtan via Jerevan naar het Russische Rijk en vestigden zij zich uiteindelijk na de revoluties en oorlogen in enkele dorpen in de Azerbeidzjaanse SSR. Ze werden echter nooit Sovjetburgers, en werden in 1949 gedeporteerd naar Siberië waar ze tot 1956 in ballingschap leefden. De Assyriërs die uit Ağstafa gedeporteerd waren, mochten van de stad niet meer terugkeren, waarna ze in Gardabani terecht kwamen.

## Energie

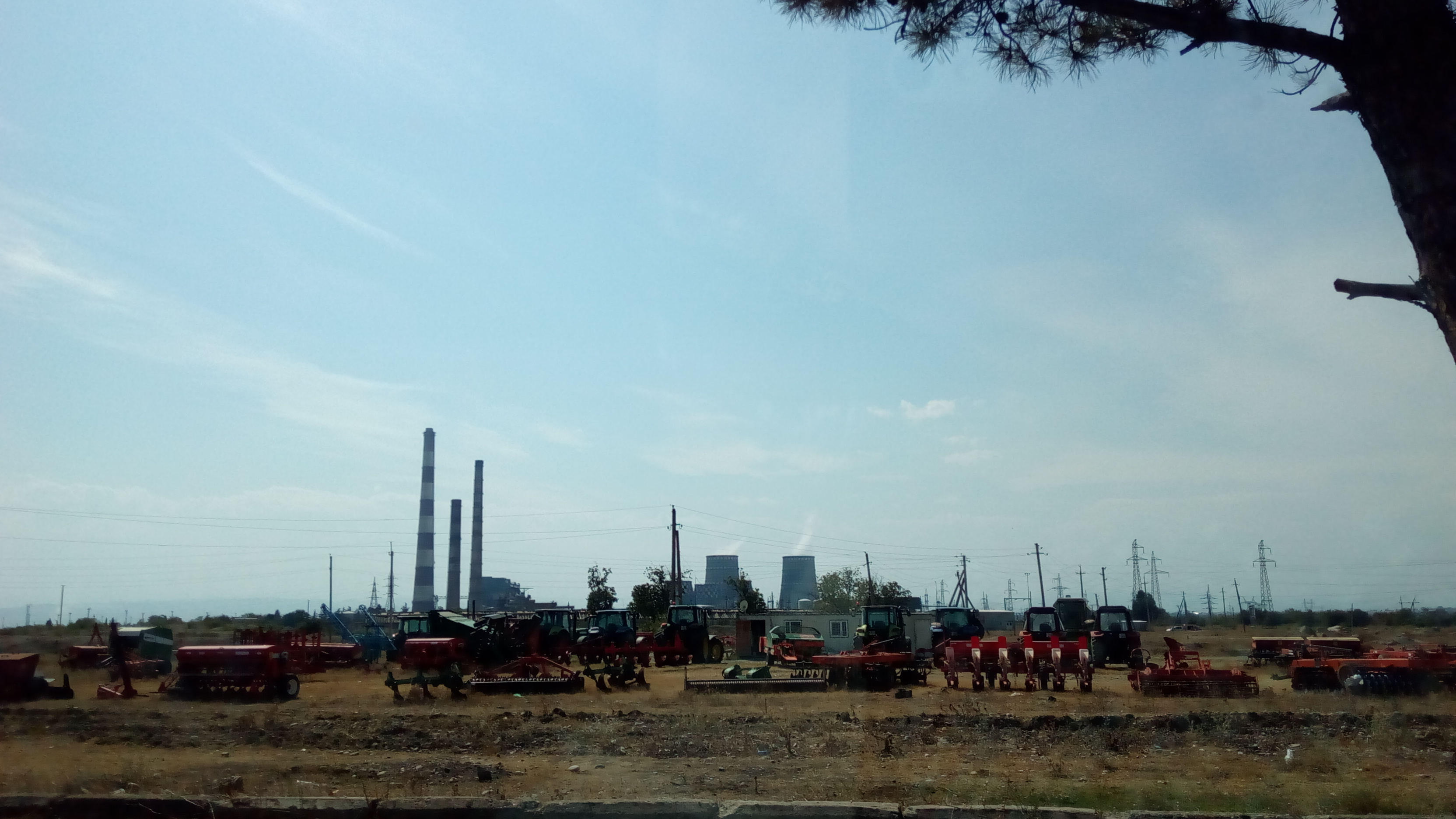
Gardabani energiecentrales

Gardabani is het centrum van de thermische elektriciteitsproductie in Georgië, nadat in de jaren zestig van de 20e eeuw de stad werd geselecteerd als locatie voor de thermische energiecentrale voor Tbilisi (Tibilisskaja GRES), die drie kilometer ten westen van de stad werd gebouwd. Inmiddels staat er een complex met meerdere gas- en kolengestookte centrales dat verantwoordelijk is voor vrijwel alle thermische elektriciteitsproductie in Georgië. Na de Rozenrevolutie van 2003 werd er ingezet op uitbreiding van de elektriciteitsproductie voor meer energieonafhankelijkheid, maar ook om de energiecrisis die het land jarenlang plaagde het hoofd te bieden. In 2006 werd in Gardabani een gasgestookte centrale geopend met een capaciteit van 110 MW, de eerste nieuwe centrale sinds de onafhankelijkheid van het land.
Vanaf 2012 werd een verdere stapsgewijze investering in de energieonafhankelijkheid van het land gelanceerd met de bouw van nieuwe gecombineerde stoom- en gascentrales in Gardabani. Waterkrachtcentrales produceren 75-80% van de elektriciteit in het bergrijke land, waarvan een deel seizoensgebonden, maar er was naast thermische elektriciteitsproductie nog steeds aanvullende import nodig. Daarnaast stijgt het energieverbruik in het land en zijn verouderde (waterkracht)centrales niet efficiënt genoeg.
In 2015 opende de eerste gecombineerde stoom- en gascentrale van Georgië, de 230 MW sterke Gardabani-1. Begin 2020 volgde Gardabani-2 van 230 MW. In september 2020 werd de bouw van de 272 MW sterke Gardabani-3 centrale aangekondigd, en een jaar later de 250 MW sterke Gardabani-4.
In 2005 opende bij Gardabani een pompstation voor de Bakoe-Tbilisi-Ceyhan-pijpleiding, waarmee de Georgische sector werd gecompleteerd. Bij de inauguratie waren de presidenten Micheil Saakasjvili (Georgië), Ilham Alijev (Azerbeidzjan) en Ahmet Sezer (Turkije) aanwezig.

## Vervoer
Door Gardabani komt slechts één nationale route, de Sh66. Dit is een verbinding vanuit Roestavi via Gardabani naar de grensovergang Vachtangisi met Azerbeidzjan. De internationale spoorlijn Tbilisi - Bakoe heeft een station net buiten Gardabani. Dit dient als grensstation voor de verbinding Tbilisi - Bakoe.

## Geboren
- Gotsja Dzjamaraoeli (1971), Georgisch voetballer
- Zabit Samedov (1984), professionele kickbokser